# Strada europea E82
La E82 è una strada europea che collega Porto, in Portogallo, a Tordesillas in Spagna. Come si evince dalla numerazione, si tratta di una strada intermedia con direzione ovest-est. La sua lunghezza totale è di 380 km.

## Percorso
La E82 è definita con i seguenti capisaldi di itinerario: "Porto - Amarante - Vila Real - Braganza - Zamora - Tordesillas".